# The Fullerton Hotel Singapore
The Fullerton Hotel Singapore est un hôtel de luxe cinq étoiles situé près de l'embouchure de la rivière Singapour, dans le centre-ville de la zone centrale de Singapour. Lieu à l'architecture notable, il était à l'origine connu sous le nom de « Fullerton Building », et également sous le nom de « General Post Office Building ». Son adresse est 1 Fullerton Square. Le bâtiment Fullerton est ainsi nommé d'après Robert Fullerton (en), le premier gouverneur des Établissements des détroits (1826-1829). Mis en service en 1924 dans le cadre des célébrations du centenaire de la colonie britannique, le bâtiment est alors conçu comme un immeuble de bureaux par le major P.H. Keys de Keys & Dowdeswell, une firme d'architectes de Shanghai, qui a remporté le projet grâce à un concours de conception architecturale. Le cabinet d'architectes a également conçu le Théâtre Capitol (en), son bâtiment Capitol attenant et l'hôpital général de Singapour (en). Ce bâtiment ne devient un hôtel qu'en 1997 lorsqu'il est acheté par l'entreprise hongkongaise Sino Land (en), transformé, pour finalement ouvrir officiellement le 1er janvier 2001.

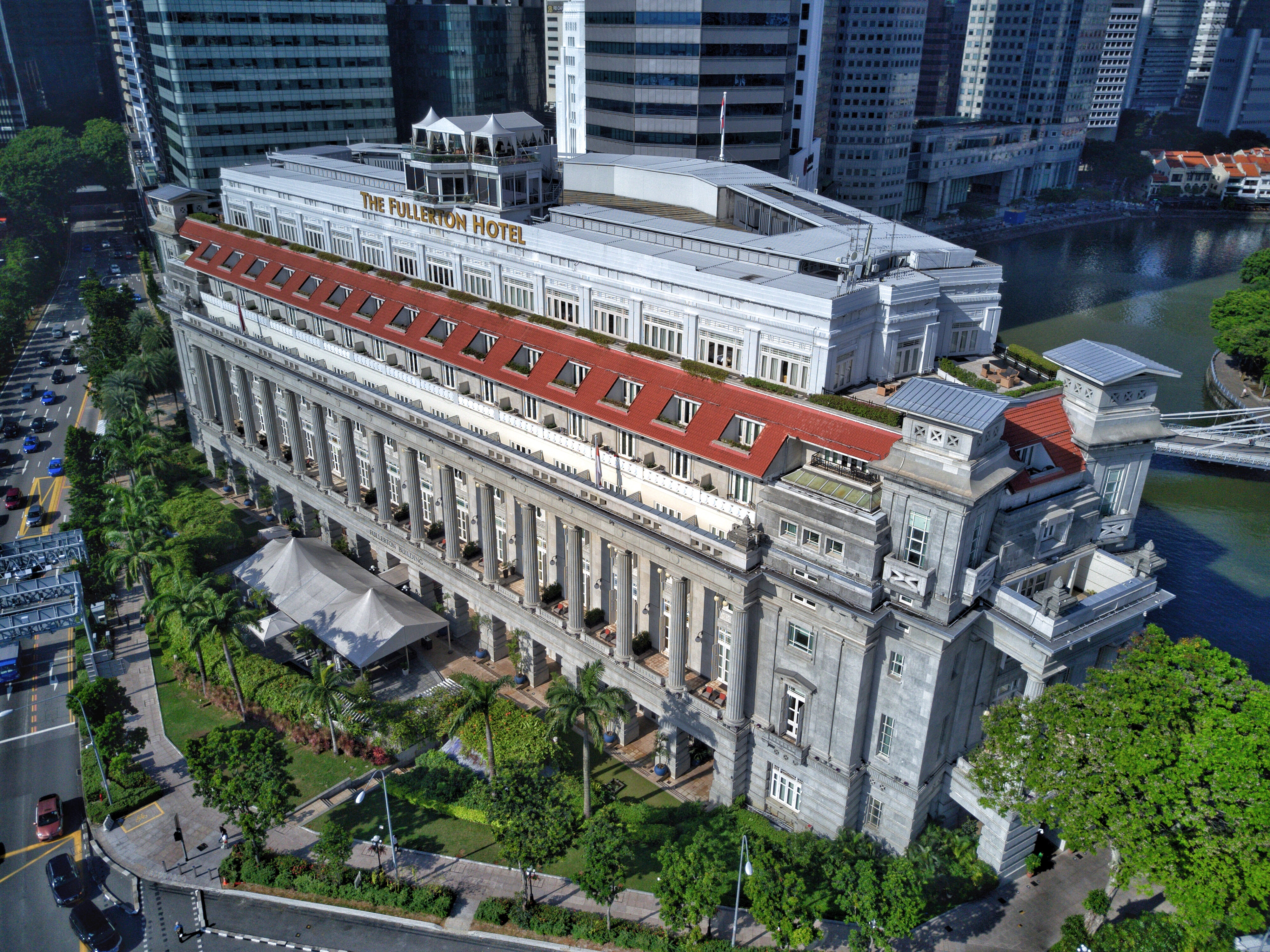
Vue aérienne du Fullerton Hotel Singapour, en octobre 2018.